# Cal Xel
Cal Xel és un habitatge vora de la línia de ferrocarril Barcelona-Saragossa, a pocs metres de l'estació de tren i enmig del C/ Major, eix principal del desenvolupament urbanístic de l'antic nucli de la vila de Sant Guim de Freixenet (Segarra). L'origen del poble de Sant Guim de Freixenet es troba en la construcció de la línia del tren que havia d'unir Barcelona amb Saragossa i amb ella l'establiment de l'estació el 1885. Aquest fet suposà un desenvolupament urbanístic que no parà fins als anys 30 del segle xx, en què es construïren les principals vies de comunicació i serveis bàsics. En un primer moment aquest poble fou conegut com el barri de l'Estació de Sant Guim, després com Sant Guim de l'Estació. Durant la Guerra civil se'l coneixia com a Pineda de Segarra.
Aquest edifici, malgrat es presenta molt reformat, encara conserva elements decoratius prou significatius a la seva façana principal. Es tracta d'un edifici de planta quadrada que s'estructura a partir de planta baixa, primer i segon pis. Les portes d'accés s'obren a la façana principal i són de forma allindada, i estan sobremuntades amb una estructura de mig prisma. .Ambdós portes estan decorades a partir d'una reixa de ferro forjat, mostrant un treball més acurat a la seva part superior, on trobem les inicials "MC" entrellaçades. Aquestes inicials corresponen a Miquel Corbella, antic propietari i hereu familiar. Per damunt d'aquesta planta baixa i sobre una cornisa motllurada que separa ambdós pisos, s'obren tres balcons, sustentats per dues mènsules situades sota les seves llosanes. Aquest balcons tenen unes baranes de ferro forjat que mostren un treball amb elements vegetals. Destaquem la presència de guardapols a totes les obertures del primer i segon pis. Finalment, corona aquesta façana, una paret delimitada per dos gerros i centrada per un tester amb les inicials entrellaçades "MC" dins d'un medalló motllurat amb motius vegetals. L'obra presenta un parament paredat de pedra del país.